# 卡洛特水电项目
卡洛特水电项目（英語：Karot Hydropower Project）是中国和巴基斯坦联合建造的川流式發電水坝，这是巴基斯坦境内杰赫勒姆河规划的五个梯级电站的第四级。坝址位于巴基斯坦的旁遮普省境内卡洛特（Karot）桥上游一个公里。项目主体主要包括沥青心墙石坝、溢洪道、引水隧洞、地下厂房、地面副厂房、尾水隧道、大坝围堰、和三条导流洞。
这是丝绸基金第一个投资项目，是更大的中巴經濟走廊的一部份，預計在2020年完成。

## 金融
总成本约为20亿美元，将由中国丝路基金、进出口银行和中国开发银行出资。而且卡洛特电力公司（Karot Power Company）是中国三峡的子公司。 三十年后，所有权将移交给巴基斯坦的政府。